# کله نمک کور
کله نمک‌کور (اراک)، روستایی از توابع بخش مرکزی شهرستان اراک در استان مرکزی ایران است.

## کله نمک کور⬇
كله نمك كوه ، روستایی از توابع بخش مرکزی شهرستان اراک در استان مرکزی است. این روستا در فاصله 15 کیلومتری اراک قرار دارد. با روستای نمک کور و شهرک مهاجران هم‌مرز است. اين روستا در موقعیت عرض جغرافیایی 34 درجه و 6 دقیقه و 14.96 ثانیه شمالي و طول جغرافيايي 49 درجه و 28 دقیقه و 52 ثانیه شرقي و در ارتفاع 2100 متر از سطح دریا قرار گرفته است.
گلزار كله نمك كوه دارای 1 شهید از 8 سال دفاع مقدس میباشد که در آرامستان اين روستا قرار دارد. این گلزار دارای مساحت تقریبی 3.75 متر مربع است.
این روستا در دهستان سده قرار دارد و براساس سرشماری مرکز آمار ایران در سال ۱۳۸۵، جمعیت آن ۳۸۱ نفر (۱۱۳خانوار) بوده‌است.
از اساسی ترین مشکلات این روستا میتوان به نامطلوب بودن بهداشت روستا به دلیل عبور فاضلاب خانگی و شهری شهرک مهاجران از روستای کله نمک کور از ابتدای سال ۱۴۰۰ ه-ش اشاره کرد که علاوه بر داشتن بوی بسیار نامطبوع در ورودی روستا باعث آلوده سازی آبهای زیرزمینی شده که خود سبب شیوع بیماریهای واگیر توسط جانداران موذی از قبیل موشها و مگسها خواهد شد علاوه بر آن افزایش تعداد موشها باعث بروز آسیب های غیرقابل جبرانی به محصولات کشاورزی (گندم و جو) میشود.این روستا دارای بیشترین گزارش تصرف عدوانی در بین روستاهای اطراف است،طبق مطالعه سازمانی انجام شده توسط ارگانهای ذیل ربط بیشترین متخلفان تصرف عدوانی در روستاها عمداتا مردم بومی و کم درآمد روستاها هستند که برای کسب درآمد اقدام به اینکار میکنند.
از طافیه های این روستایی میتوان به طایفه های میراکبری،رضی،عباسی،عبدالرضایی، جمشیدی و.. نام برد.
این روستا یکی از قدیمی ترین روستاهای استان مرکزی میباشد که بارها بدلایل جنگ جهانی، دسترسی بهتر به مراتع حاصلخیز و راه های تبادلاتی تغییر مکان داده است تا به محل کنونی خود رسیده است.
همچنین این روستا از دو محل بالا و پایین تشکیل شده است.
در حال حاضر عمده مردم روستا به کار کشاورزی و دامپروری مشغول هستند، و عده ای جوانان نیز در شهرک مهاجران مشغول به کار هستند.